# آبرالية غامضة
آبرالية غامضة (باللاتينية: Abralia dubia) هي نوع من الإنوبلوتوثتيات رأسيات القدم، معروفة في البحر الأحمر.